# Eduard Sobolewski
Johann Friedrich Eduard Sobolewski (* 1. Oktober 1808 in Königsberg i. Pr.; † 17. Mai 1872 in St. Louis, Missouri) war ein deutsch-amerikanischer Komponist und Dirigent.

## Leben
Sobolewski studierte in Dresden bei Carl Maria von Weber. Von 1830 bis 1835 war er Musikdirektor des Stadtorchesters von Königsberg, danach Kantor der Altstädtischen Kirche. 1838 gründete er die Philharmonische Gesellschaft und 1843 die Musikalische Akademie. Von 1847 bis 1854 leitete er das Königsberger, danach das Bremer Theater. 1859 wanderte er nach Milwaukee, Wisconsin aus, wo er das Orchester der Philharmonic Society leitete. 1860 ging er nach St. Louis, wo er bis 1866 das von ihm gegründete Orchester der Philharmonic Society leitete. Daneben war er von 1869 bis zu seinem Tod Gesangslehrer am Bonham Female Seminary. Sein Grab befindet sich auf dem Bellefontaine Cemetery in St. Louis.
Sobolewski komponierte sechs Opern, mehrere Oratorien, einige Orchesterwerke, Kantaten und Lieder und betätigte sich auch als Musikschriftsteller.

„Diesen Sonntag war ich ... zu einer Opernprobe geladen. Es ist nämlich seit einiger Zeit ein, ..., in Deutschland berühmter Komponist, Herr von Sobolewsky hier, der eine nationale amerikanische Oper geschrieben hat: Mohega, die Blume des Waldes. Der Stoff ist dem Unabhängigkeitskampf entnommen, die Heldin ein indianisches Mädchen Mohega. Der alte Komponist,..., schrieb den Text selbst und schuf auch die Musik dazu, die jetzt in Gestalt einer Oper am 11. Oktober von unseren hiesigen Kräften und seiner Tochter, einer famosen Sängerin, gegeben wird.“

Sobolewski gehörte zu den Mitarbeitern der von Robert Schumann herausgegebenen Neuen Zeitschrift für Musik.

## Werke
- Imogen, Oper, 1832
- Velleda, Oper, 1835
- Salvator Rosa, Oper, 1848
- Der Seher von Khorassan, Oper, UA am 30. Januar 1850 im Stadttheater Königsberg, Ltg. Sobolewski
- Comala, Oper, UA 1857
- Pygmalion, Monodram, UA am 16. April 1858 im Bremer Stadttheater, Ltg. Sobolewski[1]
- La Gogna (Das Halseisen), Oper, 1 Akt, UA am 16. April 1858 im Bremer Stadttheater, Ltg. Sobolewski[1]
- Mohega, Oper, UA 1859
- Lazarus, Oratorium
- Johannes der Täufer, Oratorium
- Himmel und Erde, Oratorium
- Der Retter, Oratorium
- Süd und Nord, Sinfonie

## Schriften
- Reaktionäre Briefe. 1854.
- Oper, nicht Drama. Bremen 1857.
- Debatten über Musik. 1857.
- Das Geheimniß der Neuesten Schule der Musik. Leipzig 1859. (books.google.de, Digitalisat)